# Bothfelder Hochzeitseiche
Die Bothfelder Hochzeitseiche auf dem Bothfelder Anger steht am Bothfelder Kirchweg am Rand des alten Dorfs von Bothfeld, dem heutigen hannoverschen Stadtteil Bothfeld. Sie wurde am 12. Juni 1986 zum Naturdenkmal erklärt und wird unter der Nummer ND-H 234 (früher ND-H 26) geführt. Der Baum ist nach seiner Art  eine Stieleiche (Quercus robur). 
Die erste Unterschutzstellung erfolgte durch die Stadt Hannover als zu dieser Zeit für Naturschutz zuständiger Behörde. Die Aufgaben der unteren Naturschutzbehörde hat inzwischen die Region Hannover übernommen. Sie legte 2010 in einer Sammelverordnung die Naturdenkmale in ihrem Gebiet neu fest und begründete die Unterschutzstellung für diesen Baum mit dieser Beschreibung:
Schöne, frei gewachsene Eiche.
und nannte als Schutzzweck
Die Eiche wird wegen ihrer Bedeutung für die Heimatkunde geschützt. Unter ihr traf sich früher in den Abendstunden die Bothfelder Dorfjugend. Daher trägt der Baum auch den Namen „Hochzeitseiche“
Der „Bürgerverein Bothfeld, Klein-Buchholz und Lahe“ schuf im Jahr 2012 als letzte Handlung vor seiner Auflösung eine Informationstafel aus Metall mit diesem Wortlaut:
Naturdenkmal ND-H 234
Eiche, ca. 230 Jahre alt, ca. 20 m hoch, Stammumfang ca. 3,20 m, zum Naturdenkmal erklärt am 12. 6. 1986. Die Eiche wird für die Heimatkunde geschützt. Unter ihr traf sich früher die Bothfelder Dorfjugend; daher trägt der Baum auch den Namen Hochzeitseiche.